# Fili (dichter)
De filid (uit het Oudiers: enkelvoud: 'fili', meervoud 'filid') vormden een klasse van geleerde dichters in middeleeuws Ierland.  Omdat met de komst van het Christendom de druïden hun positie kwijtraakten namen de filid verschillende van hun taken over. Filid traden vaak op als adviseur, rechter en geleerde.
Het Oudierse recht maakt een strikt onderscheid tussen filid en barden, waarbij barden als mindere (want niet bestudeerde) dichters golden. Na de verovering van Ierland door de Normandiërs verwaterde het onderscheid tussen barden en filid echter.